# Estampie
Pour les articles homonymes, voir Estampie (homonymie).
L'estampie est une danse médiévale, attestée dès le XIIe siècle. L'étymologie du terme est contestée et plusieurs pistes sont ouvertes, dont stampen en germanique (frapper du pied ou piler dans un mortier) et stampir en provençal (battre du pied).
Quelques poèmes du Ve siècle aussi intitulés estampies, mais sans aucune musique notée, sont peut-être des contrafacta à chanter sur des estampies connues. Le traité intitulé Musica vulgaris de Johannes de Grocheo décrit explicitement des estampies (stantipes) vocales et instrumentales. Robertus de Handlo en parle également dans ses Regule comme de pièces utilisant essentiellement des valeurs rythmiques très rapides. La seule source existante de paroles d'estampies vocales est le Ms Douce 308 de la Bodleian Library d'Oxford et peuvent être consultées dans un recueil à part ou dans l'édition complète de ce manuscrit. Kalenda Maya, une chanson du troubadour Raimbaut de Vaqueiras est regardée comme un possible contrafactum de ce type, si l'on en croit la vida de l'auteur qui raconte que Raimbaut ajouta ces paroles à une estampie jouée en sa présence par des viélistes itinérants.
Il s'agit là d'une des cinq estampies provençales connues, avec les quatre autres de Cerverí de Girona conservées, hélas, sans musique.
Les trois sources principales d'estampies instrumentales sont :
- le manuscrit français 844 de la Bibliothèque nationale de France dit Chansonnier du Roi (XIIIe - XIVe siècle) ;
- les estampies italiennes du manuscrit Additional 29987 de la British Library (XIVe siècle) ;
- deux estampies polyphoniques complètes et un fragment en tablature d'orgue du codex Robertsbridge de la British Library (XIVe siècle).

Parmi les sources secondaires, il faut citer deux teneurs (deux cantus firmus donnés à la partie de ténor) dans des motets du manuscrit de Montpellier (XIIIe siècle) intitulés Chose Tassin (trois fragments) et Chose Loyset (un fragment). Ces lignes mélodiques au rythme allongé pour servir de support à la composition de discantus (partie supérieure de la polyphonie) ont une forme en ouvert/clos et un profil qui rappelle fortement les estampies du Chansonnier du Roi, et constituent chacune un punctum cohérent. De plus, un danseur d'estampie du nom de Tassin est déjà répertorié dans les sources médiévales. Toutes ces raisons conduisent à penser qu'il s'agirait là de courts fragments d'estampies aujourd'hui perdues peut-être composées par Tassin et Loyset.
L'état actuel de la recherche musicologique ne permet pas de confirmer quelque hypothèse que ce soit sur l'origine, la compilation, le mode de transmission ou d'exécution de ce répertoire. La musique populaire n'étant pas notée au Moyen Âge (la notation demandait une solide formation), il semble plus plausible que les estampies qui ont survécu soient le reflet d'une tradition musicale savante. Certains textes mentionnent cette danse en liaison avec les habitudes de courtoisie et de bienséance de la société raffinée de l'époque (Le Décaméron de Boccace).
L'estampie a une structure fixe composée de plusieurs puncti, qui semble être un terme générique pour désigner une phrase. Chaque phrase se joue deux fois, la première finit par une formule appelant une reprise intitulée ouvert et la seconde par une formule conclusive appelée clos. Ce trait est très courant dans la musique vocale de l'époque. En principe, les ouvert et les clos sont identiques pour tous les puncti d'une même estampie. Les textes ne nous laissent que peu de témoignages permettant d'imaginer la façon dont ces pièces étaient exécutées, et les restitutions actuelles tentent diverses solutions plus ou moins vraisemblables.
Possible précurseur de la basse danse, l'estampie se transforma peu à peu et ne fut plus guère dansée à partir de la Renaissance.